# Jakobsbergs folkhögskola
Jakobsbergs folkhögskola ligger i Jakobsberg i Järfälla kommun, drygt 15 km norr om Stockholm. Skolan är inhyst i byggnaderna som hörde till Jakobsbergs säteri.

## Nuvarande verksamhet
Den politiskt och religiöst obundna föreningen Jakobsbergs folkhögskola är huvudman. Skolans profilfrågor är aktivt arbete för solidaritet, jämställdhet och hållbar utveckling.
Skolan har följande utbildningar: Allmän kurs, Naturvetenskapligt basår, Friskvård och Hälsa, Reportage - journalistisk text, radio och webb, Författarskola, Seniorkurs och Konstkurs.

## Historia
Skolan grundades 1919 av Sveriges förste docent i nationalekonomi, folkbildaren och idealisten Karl Petander. Petander, som också var en aktiv kooperatör, samlade ihop pengar och köpte Jakobsbergs säteri, en herrgård med anor från 1600-talet. Karl Petander blev också skolans förste rektor, en tjänst som han innehade mellan åren 1919 och 1948. Därefter har skolan haft rektorerna: Torsten Eklund, Erik Hammarkvist, Ingemar Sallnäs och Marianne Persson. Under våren 2012 tillträdde Ola Larsson som rektor.
Internationella frågor har präglat skolan. Under 1970-talet hade skolan en stor mängd latinamerikanska deltagare, politiska flyktingar från Chile. Solidaritetsarbetet har sedan 1980-talet inriktats på Västsaharakonflikten och 2008 startade en särskild kurs som helt var inriktad på denna fråga, Västsaharakursen.
Flera kända kulturpersoner har gått på skolan. Cornelis Vreeswijk, Stefan Sundström, Cordelia Edvardson, Bob Hansson, Moni Nilsson, Joakim Forsberg, Sven Olov Karlsson, Håkan Linduist,  är några av dem.